# Carrie & Lowell
Carrie & Lowell è il settimo album in studio del musicista e cantautore statunitense Sufjan Stevens, pubblicato il 31 marzo 2015.

## Accoglienza
Il disco è stato accolto in maniera estremamente positiva dalla critica. Sul sito AOTY, un aggregatore di voti musicali standardizzati su scala 100, Carrie & Lowell ha un voto medio di 91, che lo rende uno degli album più acclamati dell'anno. L'album è stato inserito nella classifica dei migliori album del 2015 stilata da Pitchfork, che lo ha collocato alla sesta posizione. In seguito, la stessa rivista l'ha inserito nella classifica dei migliori album degli anni '10, alla diciassettesima posizione. Venne eletto "album dell'anno" dalla rivista italiana Rumore.

## Tracce
1. Death with Dignity – 3:59
2. Should Have Known Better – 5:07
3. All of Me Wants All of You – 3:41
4. Drawn to the Blood – 3:18
5. Eugene – 2:26
6. Fourth of July – 4:39
7. The Only Thing – 4:44
8. Carrie & Lowell – 3:14
9. John My Beloved – 5:04
10. No Shade in the Shadow of the Cross – 2:40
11. Blue Bucket of Gold – 4:43